# Kilikien

Das Armenische Königreich von Kilikien, 1199–1375

Kilikien (altgriechisch Κιλικία Kilikía, lateinisch Cilicia, deutsch auch Zilizien) ist eine antike Landschaft im Südosten Kleinasiens. Sie entspricht etwa dem östlichen Teil der heutigen  türkischen Mittelmeerregion und somit den heutigen türkischen Provinzen Adana, Mersin und Osmaniye, sowie zumindest dem größten Teil der Provinz Kahramanmaraş, aber ohne den größten Teil des Gebiets der Provinz Hatay, der zum antiken Syrien gerechnet wurde.

## Grenzen
Im Westen lag die Grenze zum benachbarten Pamphylien bei Korakesion (heute Alanya), im Norden begrenzte etwa das Taurusgebirge die Landschaft; durch das Gebirge führten Pässe nach Isaurien, Lykaonien und Kappadokien, darunter die berühmte Kilikische Pforte (Pylae Ciliciae) zwischen Tyana und Tarsos, durch welche Alexander der Große von Kappadokien kommend in Kilikien eindrang. Im Osten wird es nur durch das niedrigere Amanosgebirge vom antiken Syrien getrennt, mit dem es stets kulturell zusammenhing (und das damals als Kulturraum erheblich größer war als der heutige Staat Syrien).

## Untergliederung
Die wichtigste Ebene ist die Çukurova, die wichtigsten Flüsse der Lamas (Lamos), Ceyhan (Pyramus), Seyhan (Saros) und der Göksu (Kalykadnos).
Strabon teilte Kilikien der Natur des Bodens nach in das ebene Kilikien (Kilikia Pedias, lateinisch Cilicia Campestris), die damals dicht bevölkerte und äußerst fruchtbare Küstenlandschaft, „die von Soloi und Tarsos bis Issos reichte, sowie das Gebiet, über dem auf der nördlichen Flanke des Tauros die Kappadokier wohnen“ und das gebirgige oder raue Kilikien (Kilikia Tracheia, Tracheiotis, lateinisch Cilicia Trachea) im Westen ein. Letzteres, von vielen Zweigen des Taurus durchzogen, bot namentlich für die berühmten kilikischen Ziegen gute Weideplätze und war später wegen seines vortrefflichen Schiffbauholzes lange ein Zankapfel zwischen den Seleukiden und Ptolemäern, bis es von Antiochos dem Großen erobert wurde. Als Grenze zwischen den beiden Teilen wird etwa der Fluss Lamos (heute Limonlu) angesehen, gelegentlich wird auch Soloi noch zum Rauen Kilikien gerechnet.
In vor- und frühgriechischer Zeit war die Terminologie unterschiedlich: Das in klassischer Zeit als „ebenes Kilikien“ bezeichnete Gebiet wurde bei den Hethitern zu Kizzuwatna gerechnet. Bei den Assyrern wurde dieses Gebiet Qu’e genannt, das Gebiet westlich und im Taurus hieß Ḫilakku, woraus sich der antike Namen Kilikien herleitet. Noch Herodot rechnet die Kilikier zu den Völkern westlich des Halys, die als einzige neben den Lykiern sich den Lydern erfolgreich widersetzen konnten. Im Neubabylonischen Reich hieß dann Ḫilakku Pirindu und Qu’e Hume. Unter persischer Oberherrschaft finden sich dann unter der Regentschaft des Syennesis die Gebiete des alten Qu’e und Ḫilakku unter dem Namen Kilikien vereinigt
Ab dem 7. Jh. ist Eisenherstellung belegt. Bergwerke im Taurus lieferten Silber.

## Geschichte

Die römischen Provinzen unter Trajan (117 n. Chr.)

### Mittlere bis Späte Bronzezeit, Hethiter, Assyrer
Bereits der Hethiterkönig Ḫattušili I. (ca. 1565–1540 v. Chr.) scheint die kilikische Pforte kontrolliert zu haben, das Tiefland war als Adaniya ein unabhängiges Fürstentum. Teilweise stand es, unter dem Namen Kizzuwatna, unter der Kontrolle von Hanilgabat. Nachdem Šuppiluliuma I. Verträge mit Kizzuwatna geschlossen hatte, konnte Muršili II. (1318–1290 v. Chr.) Kilikien dem hethitischen Reich angliedern. Das ebene Kilikien war dann als Qu’e eine assyrische Provinz (erster schriftlicher Beleg 858 v. Chr.). Unter Salmanasser III. erfolgten die ersten Vorstöße der Assyrer (um 830 v. Chr.). Kate von Qu’e unterwarf sich, zahlte Tribut und verheiratete seine Tochter mit dem assyrischen Herrscher, fiel aber dann wieder ab. Er wurde durch seinen Bruder Kirri ersetzt.
Der assyrische Herrscher Asarhaddon rühmt sich der Unterwerfung der Ḫilakku, eines Gebirgsvolkes, das die unzugänglichen Berge in der Nähe von Que und Tabal bewohnt, „boshafte Hethiter, die sich auf ihre Berge verließen und sich seit Menschengedenken keinem Joch unterworfen hatten“.
Qu’e selbst blieb mindestens bis zum Ende der Regierungszeit Assurbanipals assyrische Provinz. Die Zugehörigkeit zum Neubabylonischen Reich nach dem Untergang der Assyrer ist zweifelhaft. Nebukadnezar II. rechnete es zu seinen Ländern, der letzte König Nabonid hingegen berichtete von einem Feldzug nach Hume kurz nach seinem Regierungsantritt. In Kilikien und anderen südanatolischen Gebieten überlebte die Luwische Sprache bis in das erste christliche Jahrtausend.

### Perserreich, Hellenismus
Ab 607 v. Chr. war Kilikien unter der Dynastie des Syennesis selbständig. Dessen Nachfolger wurden schließlich Vasallen der Perser. Beide Kilikien waren unter einem Satrapen vereint, der aus der Dynastie des Syennesis stammte (Herodot, Xenophon). Nach der Rebellion und dem Tod Kyros des Jüngeren werden Herrscher aus dieser Dynastie nicht mehr erwähnt; die Parteinahme für Kyros den Jüngeren scheint zur Absetzung des letzten Regenten aus dieser Dynastie geführt zu haben. Unter Pharnabazos wurden ab 380 v. Chr. in Tarsos und Nagidos Münzen geprägt. 333 v. Chr. eroberte Alexander der Große die Gegend. In hellenistischer Zeit wechselte Kilikien zwischen den Seleukiden und Ptolemäern, es kam wieder zu einer Teilung. Neu gegründet wurden Seleukia am Kalykadnos, Aigeai und Arsinoe als autonome Städte, wohl auch Olba.

### Imperium Romanum

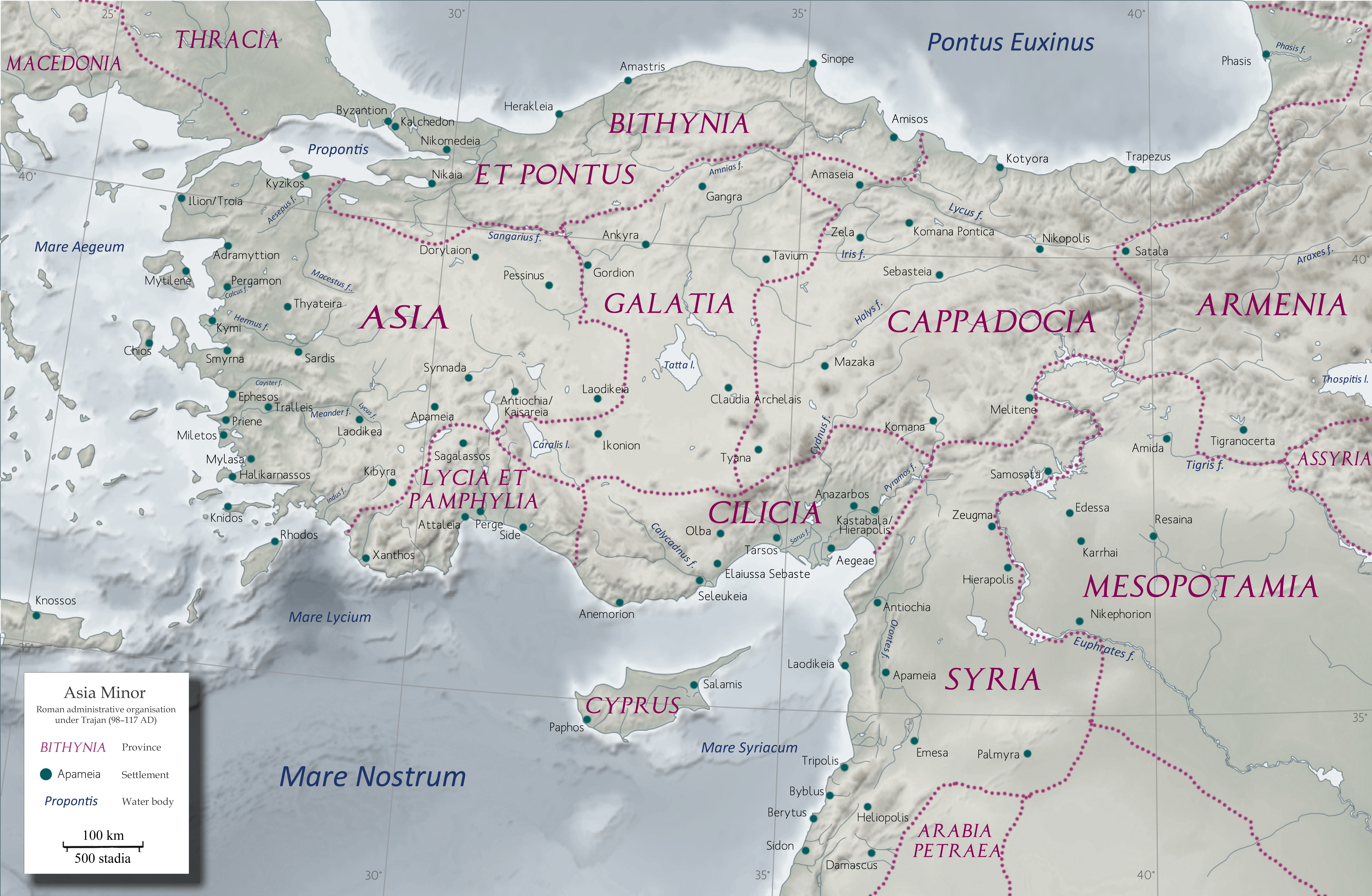
Übersichtskarte: Kleinasien im 2. Jahrhundert n. Chr. Römische Provinzen unter Trajan (von 98 bis 117 n. Chr. römischer Kaiser)

Nach mannigfachem Wechsel der Herrschaft zwischen einheimischen, makedonischen, syrischen und ägyptischen Königen und zuletzt Mithridates VI. und Tigranes II. wurde Kilikien durch Gnaeus Pompeius Magnus, der die kilikischen Seeräuber besiegte, in seinem östlichen Teil eine römische Provinz, während die Bewohner des Hochlandes noch lange Zeit ihre Unabhängigkeit behaupteten. 51/50 v. Chr. war Marcus Tullius Cicero Statthalter der Provinz. Nach dem Tode Gaius Iulius Caesars 44 v. Chr. wurde die Provinz jedoch aufgelöst und teilweise Syrien zugeschlagen, teilweise einheimischen Dynasten überlassen und erst wieder um 72 n. Chr. unter Vespasian eingerichtet.

### Byzanz, Islamische Expansion
Im 7. Jahrhundert, im Zug der islamischen Expansion, kam Kilikien an die Araber und wurde meist von Syrien aus regiert, wobei das Taurusgebirge die Grenze zum byzantinischen Reich bildete. Im Laufe des 10. Jahrhunderts erfolgte die byzantinische Rückeroberung.

### Mittelalter
Nach der Schlacht bei Manzikert, die Kleinasien für die Seldschuken öffnete, konnte der armenische Statthalter Abul Gharib die Provinz auch ohne Unterstützung der Zentralregierung halten, doch ab 1080 begannen armenische Flüchtlinge zunächst im Taurus und Antitaurus, später auch in der Ebene, unabhängige Besitzungen einzurichten, die die Oberhoheit von Konstantinopel nicht mehr anerkannten. Unter der Oberhoheit der Rubeniden, später der Hethumiden und letztlich der zyprischen Lusignan entstand ein Reich, das Königreich Kleinarmenien genannt wurde. Es konnte sich bis 1375 in wechselnden Bündnissen behaupten, zunächst oft im Bund mit den Kreuzrittern, später meist in Konflikt mit dem Fürstentum Antiochia und den Tempelrittern. Hauptstadt des Königreichs war Sis (heute Kozan). Peter I. , der König von Zypern, besetzte einige Küstenstädte, die später wieder verloren gingen. Letztlich wurde dem armenischen Königreich das teils erzwungene, teils aber auch freiwillige Zusammenwirken mit ihren mongolischen Oberherrn, den Ilkhanen, bei deren Unternehmungen in Syrien gegen die Mamluken zum Verhängnis. Nach dem Übertritt der Ilkhane zum Islam verloren die armenischen Könige ihre bis dahin gleichberechtigte, teils sogar privilegierte Stellung unter den Vasallen der Khane. Nach dem Zerfall und Ende des Ilkhanats (und dem Ende der Kreuzritterstaaten, insbesondere des Fürstentums Antiochia) standen sie ihren muslimischen Nachbarn, die zu erbitterten Feinden geworden waren, schutzlos gegenüber.

### Neuzeit
Neue Herrscher nach dem Ende des Königreichs waren die Ramazanoğulları unter Oberhoheit der ägyptischen Mamluken; ab 1515 wurde das Gebiet Teil des osmanischen Reiches.
Nach dem Ersten Weltkrieg wurde Kilikien von 1919 bis 1921 durch Frankreich besetzt und sollte nach dem Vertrag von Sèvres teilweise an Frankreich fallen, wurde von Frankreich aber 1921, bestätigt 1923 im Vertrag von Lausanne, an die Türkei zurückgegeben. Seither wird der Name „Kilikien“ nur mehr im historischen Bezug verwendet.

## Städte
Hauptstadt des antiken und byzantinischen Kilikien war Tarsos. Weitere namhafte Orte:
- Adana
- Aigeai
- Anazarbos
- Elaiussa Sebaste
- Iotape
- Issos
- Kanytelleis
- Korykos, heute Kızkalesi
- Meydancıkkale
- Mopsuestia, Mamistra
- Seleukia am Kalykadnos, heute Silifke
- Selinus oder Trajanopolis (Selindi)

Strabon nennt die Festung Korakesion (heute Alanya), Arsinoë, Hamaxia, Laertes, Selinous, Kragos, Charadrus, Anemurion, Soloi, Nagidos, ein weiteres Arsinoë, Melania, Kelenderis, Holmoi, Seleukia am Kalykadnos, Korykos und die korykischen Grotten, Elaioussa, Lamos, Issos und Olba.
Eine Auswahl der Befestigungen findet sich unter Liste von Burgen in Kleinarmenien.

## Römische Auxiliareinheiten
In der Kaiserzeit wurden die folgenden Auxiliareinheiten auf dem Gebiet Kilikiens rekrutiert:
- Cohors I Cilicum
- Cohors I Flavia Cilicum